# Spodoptera pectinata
Spodoptera pectinata är en fjärilsart som beskrevs av George Francis Hampson 1894. Spodoptera pectinata ingår i släktet Spodoptera och familjen nattflyn. Inga underarter finns listade i Catalogue of Life.